# Fernán Coronas
Fernán Coronas (* Cadavéu, 7 d'agost de 1884 - † Ḷḷuarca, 28 de gener de 1939) és el pseudònim amb el qual es coneix al religiós i poeta asturià Galo Antonio Fernández. La seva poesia i el seu treball de dignificació de l'asturià van exercir una important influència en els autors de la primera generació del Surdimientu.

## Elements biogràfics
Galo Antonio Fernández y Fernández Pedrera va néixer el 7 d'agost de 1884 a Cadavéu (conceyu de Valdés). Va ser el tercer fill d'un carabiner i una camperola. Sent encara nen, en 1897, va entrar al Convent-Noviciat de la Congregació Marista d'Urnieta (Guipúscoa). La seva carrera eclesiàstica el va dur a viatjar pels diferents convents de l'ordre a Europa: Països Baixos, Bèlgica, França i Itàlia. Va ser precisament en la ciutat d'Ais de Provença on es va ordenar sacerdot i va pronunciar la seva primera missa el 1909.
A partir de 1915, alterna la seva residència entre Urnieta i Madrid, però viatja amb freqüència a Astúries. En els últims anys de la seva vida, els problemes de salut el van dur a tornar a la seva concejo natal. Allí va exercir de rector en les parròquies de Cadavéu i Trevías i fou el promotor de la recuperació de la festa de l'antiga patrona de Cadavéu, la Verge de la Rega-la o Regalina, que es va tornar a celebrar a partir de 1931. El 28 de gener de 1939 va morir a l'hospital-asil de Villar (Ḷḷuarca).

## Obra

### En castellà
Els poemes més antics del pare Galo es remunten als primers any del segle xx i estan escrits en castellà. Bona part d'ells es van publicar a Madrid amb el títol de Cantares floridos el 1915. Cap a 1918 va començar a redactar el seu Poema a Covadonga, del que va haver diverses versions. L'última, de 1925, presenta un poema organitzat en set llibres, de dues parts cadascun, que corresponen als set segles de la Reconquesta. Segons algun testimoniatge recollit per Antón García, el pare Galo tenia la intenció d'escriure una versió d'aquest poema en asturià. D'aquest possible projecte només es coneixen tres poemes: El monxu ferreiru, Lus escudus van veláus i Las siete doncellas encoronadas. El 1924 va publicar a Madrid altre llibre en castellà, en aquest cas en prosa. Duu per títol Un lirio del valle, i narra la vida d'una religiosa, María Teresa Eguilegor, morta als 19 anys.

### En asturià
Les primeres composicions del pare Galo en asturià daten dels anys 1909-1910 i estan motivats en alguns casos per la nostàlgia que sent lluny de la seva Cadavéu (Señaldá, Carta). En els anys 1920, ja realitza la major part de la seva obra en asturià i es veu més palès la seva voluntat de revitalitzar la llingua per mitjà del cultiu literari i els estudis filològics. Molts d'aquests poemes tenen una temàtica religiosa, especialment els inclosos al Viacrucis valdesanu o els dedicats a la Verge de la Regalina (A la nuesa virxinina, A la Regalina, Vírxene de mayu...) En altres poemes apareix la temàtica patriòtica, amb la reivindicació identitària d'una Astúries adormida que ha de despertar del seu somni i donar-li la dignitat que mereix a la seva llengua.
L'obra del pare Galo s'emmarca així en el fenomen dels renaixements culturals d'altres llengües, com l'occitana, la catalana, la basca o la gallega. En aquest sentit, són molt significatius poemes com Queixúmene del Esba, Las duas falas astures, La fala astur, A l'espada xaciente de don Playu o Bandeirina, bandeirina. El profund lirisme que destaca en molts dels seus versos (Incla interior, Cuandu paséi la ponte de santa Catalina, Na vera'l mar) fa que Fernán Corones sigui considerat per molts com el primer veritable poeta en llengua asturiana, i que fos un dels pocs autors asturians reivindicats pels autors del Surdimientu.
La inquietud del pare Gal per recuperar la llengua ho va dur a reflexionar sobre l'ortografia de l'asturià, proposant solucions originals com les grafies lh, ge, gi, qe, qi; en comptes de ll, gue, gui, que, qui. També va redactar una gramàtica avui dia perduda, encara que sembla que va estar a punt de ser impresa. En els últims anys de la seva vida va treballar en un diccionari, per al qual va arribar a recollir 14.000 termes. Una altra de les grans aportacions d'aquest poeta en l'àmbit de l'asturià i el lleonès és que va concebre a les parles d'Astúries i Lleó en conjunt, i sempre va donar la postura de trobar una solució a la situació que fos vàlida per a les modalitats d'un costat i altre de la Serralada.

### En altres llengües i traduccions
Com a conseqüència dels seus viatges i la seva formació eclesiàstica, el pare Gal coneixia bé molts idiomes, entre ells tots els de la península Ibèrica, el francès, occità, hebreu, llatí, grec, alemany i anglès. Aquests coneixements li van servir per a escriure poemes en diverses de les llengües esmentades (llatí, italià, francès, gallec i occità). També va traduir al castellà o a l'asturià poemes, entre d'altres, de Goethe, Novalis i Heine, o d'autors japonesos, encara que en aquest últim cas va poder haver-se basat en versions franceses.